# Lofall
Lofall – jednostka osadnicza w Stanach Zjednoczonych, w stanie Waszyngton, w hrabstwie Kitsap.